# Brezik (distrikt Brčko)
Brezik je naselje u distriktu Brčko, BiH.
Dobilo je ime po velikom broju breza.Selo se dijeli na gornji i donji Brezik".

## Stanovništvo
Nacionalni sastav stanovništva 1991. godine, bio je sljedeći:
ukupno: 413
- Srbi - 408
- Hrvati - 3
- Jugoslaveni - 1
- ostali, neopredijeljeni i nepoznato - 1

## Vanjske poveznice
- Satelitska snimka